# Nicolosi
Nicolosi là một đô thị ở tỉnh Catania trong vùng Sicilia, có khoảng cách khoảng 160 km về phía đông nam của Palermo và cách khoảng 12 km về phía tây bắc của Catania. Tại thời điểm ngày 31 tháng 12 năm 2004, đô thị này có dân số 6.560 người và diện tích là 42,5 km².
Nicolosi giáp các đô thị: Adrano, Belpasso, Biancavilla, Bronte, Castiglione di Sicilia, Maletto, Mascalucia, Pedara, Randazzo, Sant'Alfio, Zafferana Etnea.